# Spartacus : Le Sang des gladiateurs
Pour les articles homonymes, voir Spartacus (homonymie).
Chronologie
Spartacus : Les Dieux de l'arène Spartacus : Vengeance
Spartacus : Le Sang des gladiateurs (Spartacus: Blood and Sand) est le nom de la première saison de la série télévisée américaine Spartacus créée par Steven S. DeKnight sur la vie du gladiateur Spartacus et diffusée entre le 22 janvier 2010 et le 16 avril 2010 sur Starz. Robert Tapert et Sam Raimi en sont les producteurs délégués.
En France, la saison a été diffusée à partir du 2 octobre 2010 sur la chaîne payante OCS Choc et depuis le 17 novembre 2011 sur la chaîne gratuite W9. En Belgique et au Luxembourg sur BeTV. Elle est distribuée en Blu-ray et DVD depuis le 1er février 2012. Au Québec, elle est diffusée depuis le 1er octobre 2011 sur la chaîne Cinépop.
L'acteur principal, Andy Whitfield, est décédé le 11 septembre 2011 des suites d'un lymphome non hodgkinien, ce qui avait conduit à repousser, en mars 2010, le tournage de la deuxième saison. Il a été remplacé par Liam McIntyre pour la suite de la série.

## Description

### Résumé
L'histoire commence en 75 av. J.-C. avec un Thrace au nom inconnu, participant à la guerre contre les Gètes en tant qu'auxiliaire placé sous le commandement du légat romain Glaber. Alors qu'un compagnon d'armes et lui-même, envoyés en éclaireurs, signalent à Glaber que les Gètes font marche vers l'ouest, en direction des villages thraces, le légat, avide de gloire, décide de diriger son armée vers l'est contre le roi Mithridate VI du Pont plutôt que d'intercepter les Gètes. Le Thrace, se sentant trahi, initie une mutinerie contre Glaber, et parvient à revenir à temps pour sauver sa femme, Sura.
Il est toutefois incapable de sauver son village des Gètes et doit s'enfuir avec son épouse. Glaber les capture le lendemain et le Thrace est condamné à mourir dans l'arène pour incitation à la désertion parmi les auxiliaires. Sura est quant à elle condamnée à l'esclavage. Le Thrace, avec un groupe d'autres déserteurs, est transporté jusqu'à Capoue en Italie. Ils y sont exhibés lors d'une fête organisée par le sénateur Albinius, beau-père du légat Glaber. Parmi les invités, il y a les lanistes rivaux Solonius et Batiatus qui sont, tous deux, propriétaires d'un ludus de gladiateurs.
Lors des jeux du lendemain, Glaber envoie le Thrace dans l'arène contre quatre des Gladiateurs de Solonius pour y être exécuté. À la surprise générale, il tue ses adversaires et gagne les faveurs de la foule, qui demande que sa vie soit épargnée. Alors que Glaber exige la mort du Thrace, Albinius pour ne pas irriter la foule, change la peine de mort du détenu en esclavage. Voyant les compétences du Thrace et sa popularité, Batiatus propose de l'acheter pour le former dans son ludus. Puisque personne ne connaît le vrai nom du prisonnier, Batiatus lui donne le nom de « Spartacus », car il s'est battu comme le féroce roi Spartacus du Bosphore Cimmérien (-438 à -431). Le nouveau Spartacus rejoint le ludus, sous la tutelle du Doctore, Œnomaüs. Après son arrivée, il se lie d'amitié avec Varro, un Romain qui s'est vendu en esclavage afin de payer ses dettes. Au ludus, il est constamment malmené par les gladiateurs confirmés, notamment par Crixus le Gaulois invaincu et Barca le Carthaginois. Bien vite, Glaber vient voir Spartacus et l'informe que Sura a été vendue comme esclave à un commerçant Syrien après avoir été violée par ses hommes. Le légat lui donne le morceau de tissu que la femme de Spartacus portait autour de sa cuisse comme preuve de son amour, et déclare qu'il ne cherche plus la mort du gladiateur, mais tient plutôt à le voir souffrir. 
Batiatus, incapable de maîtriser Spartacus pendant ses premiers jours de formation, découvre peu à peu comment il pourrait le faire obéir et le persuade de se battre pour son amour et la liberté de Sura. Sur ce, Spartacus passe son examen final en battant Crixus et devient un gladiateur. La marque de Batiatus lui est apposée au fer rouge et il prête le serment du gladiateur, le Sacramentum Gladiatorum.
Après un long entraînement et plusieurs combats victorieux Spartacus devient le favori du public et le  « champion de Capoue » notamment après avoir tué Theokoles surnommé L'ombre de la Mort, (l'ennemi juré d'Oenomaus car il avait mis fin à ses jours de gladiateur), et fait tomber la pluie mettant fin à la sécheresse qui ravageait Capoue. Pour le récompenser, Batiatus organise le rachat de Sura. Malheureusement, elle arrive au ludus mortellement blessée à la suite d'une attaque de bandits sur la route. C’est en réalité une manigance de Batiatus pour garder Spartacus auprès de lui. Après la crémation du corps de Sura sur le bûcher funéraire, Spartacus décide d’oublier son rêve de liberté et se consacre à sa vie de gladiateur.
Mais Spartacus est vite rattrapé par sa condition d’esclave. Lors d’un combat organisé en l’honneur de Numerius, le fils du magistrat de Capoue, Calavius, Spartacus se voit dans l’obligation d’affronter Varro son seul véritable ami dans le ludus au lieu de Crixus comme Batiatus l'avait initialement prévu. Le Thrace est naturellement vainqueur du combat d’exhibition. Ilithyia, la fille du sénateur Albinius et l’épouse de Glaber, désireuse de se venger de l'affront que Spartacus a fait subir à son époux et elle, séduit et pousse Numerius à réclamer la mort du vaincu. Batiatus, désireux de s'attirer les bonnes grâces du puissant père du garçon, oblige Spartacus à tuer Varro. Spartacus refuse mais Varro le pousse à le tuer pour éviter qu'ils ne meurent tous les deux. 
Spartacus est bouleversé par la mort de son ami et ne trouve du réconfort qu'auprès de Mira, une nouvelle esclave achetée par Batiatus qui est tout de suite tombée amoureuse de lui. Batiatus, fou de rage que le magistrat Calavius n'ait pas soutenu ses ambitions politiques en déclarant "laisser la politique aux hommes mieux nés que vous.", le fait enlever et planifie de le tuer pour se venger et faire retomber le crime sur son rival Solonius. Son plan marche, mais entre-temps Spartacus frôle la mort à cause de la blessure qu'il a reçue de Varro durant leur combat d’exhibition. De plus, Aulus, l'homme qui a ramené Sura au ludus et qui est l'un des responsables de l'enlèvement de Calavius, est blessé par ce dernier et envoyé au ludus pour être soigné. Durant ses hallucinations comprenant Sura et Varro, et avec l'aide de Mira, Spartacus découvre la vérité. Aulus a tué Sura sur ordre de Batiatus. En apprenant ça, Spartacus tue Aulus, et redevient l'homme rêvant de liberté et désireux de se venger de Batiatus. 
Après avoir découvert que Batiatus a commandité la mort de Sura, Spartacus prépare secrètement sa vengeance. Dans l'ombre, Spartacus propose aux gladiateurs une révolte générale. Il veut s’assurer également du soutien de Crixus, son rival au sein du ludus ce qui lui permettrait d'avoir le soutien de tous les gladiateurs. Mais celui-ci refuse dans le seul but de pouvoir revoir Naevia, l’esclave dont il est amoureux et qui a été vendue par Batiatus et Lucretia (la femme de Batiatus) après que leur histoire a été révélée par Ashur un ancien gladiateur syrien ennemi de Crixus. Lucretia ayant choisi Crixus comme amant prend un malin plaisir à envoyer Naevia dans un lieu inconnu. Les deux hommes se vouent néanmoins enfin un respect mutuel.  
Pendant ce temps, grâce à diverses manipulations, Batiatus obtient le patronage de l’influent Glaber. Et, pour fêter ce rapprochement, le laniste organise un combat opposant ses meilleurs éléments Crixus et Spartacus, devant l'élite romaine locale. Au cours de la lutte, Crixus apprend qu'il a été délibérément drogué pour assurer la victoire de Spartacus. Il change alors d'opinion et accepte de rejoindre les conjurés. Avec son bouclier, il aide Spartacus à se jeter sur Batiatus. Cependant, Œnomaüs s'interpose et empêche Spartacus de tuer le laniste. Tous les gladiateurs attaquent alors les gardes du ludus. Crixus en profite pour convaincre Œnomaüs de se joindre à eux. Oenomaus tentera de tuer Ashur pour venger la mort de Barca, assassiné par Batiatus à la suite d'une manigance d'Ashur mais ce dernier réussira à s'échapper.
Illithyia parvient à s’enfuir et ordonne à ses gardes de fermer les portes du ludus.  Pris au piège, les autres spectateurs se font massacrer par les gladiateurs fous de rage. Aurélia, la veuve de Varro, élimine le jeune Numerius. Crixus lui, blesse gravement Lucretia. Il lui reproche notamment de l'avoir forcé à être son amant et d'avoir éloigné du ludus Naevia, la femme qu'il aime. Le coup qu’il donne entraine la mort de l'enfant que porte Lucretia. Spartacus quant à lui se charge de mettre à mort Batiatus. Le chef de la révolte promet alors à ses frères d’armes de faire « trembler Rome » .

### Conclusion
Les personnages suivants sont encore en vie à la fin de la première saison : Crixus, Lucretia (gravement blessée mais en vie), Spartacus, Ashur, Œnomaüs, Ilithyia, Naevia, Agron, Aurelia, Mira, Rhaskos et Glaber.

## Distribution et personnages
Classés par présence par épisodes 
- John Hannah (VF : Georges Caudron) : Quintus Lentulus Batiatus
- Lucy Lawless (VF : Céline Monsarrat) : Lucretia
- Manu Bennett (VF : Gilles Morvan) : Crixus
- Andy Whitfield (VF : Adrien Antoine) : Spartacus
- Nick Tarabay (VF : Vincent Ropion) : Ashur
- Peter Mensah (VF : Thierry Desroses) : Doctore Œnomaüs
- Viva Bianca (VF : Élisa Bourreau) : Ilithyia
- Lesley-Ann Brandt (VF : Flora Kaprielian) : Naevia
- Jai Courtney (VF : Tanguy Goasdoué) : Varro
- David Austin (VF : Éric Etcheverry): Medicus
- Siaosi Fonua (VF : Christophe Peyroux) : Hamilcar
- Craig Walsh Wrightson (VF : Jean Barney) : Solonius
- Erin Cummings (VF : Laurence Bréheret) : Sura
- Dan Feuerriegel (VF : Charles Borg) : Agron
- Antonio Te Maioha (VF : Antoine Tomé) : Barca
- Janine Burchett (VF : Hélène Lausseur): Domitia
- Ande Cunningham (VF : Laurent Jacquet): Duro
- Raicho Vasilev (VF : Patrice Keller) : Gnaeus
- Lliam Powell (VF : Thomas Sagols) : Numerius Calavius
- Eka Darville (VF : Sébastien Boju) : Pietros
- Brooke Williams (VF : Bénédicte Bosc) : Aurelia
- John Bach (VF : Pierre Dourlens) : Magistrat Titus Calavius
- Katrina Law (VF : Laetitia Laburthe) : Mira
- Ioane King (VF : Jean-Luc Atlan) : Rhaskos
- Mark Mitchinson (VF : Frédéric Norbert) : Aulus
- Mia Pistorius (VF : Armelle Gallaud) : Aemilia
- Tania Nolan (en) (VF : Gaelle Savary) : Caecillia
- Craig Parker (VF : Xavier Fagnon) : Claudius Glaber
- Tim Foley (VF : Francis Benoît) : Hector
- Karlos Drinkwater (VF : Éric Etcheverry): Kerza
- Brooke Harmon : Licinia Crassa, cousine de Crassus
- Matthew Chamberlain (VF : Olivier Chauvel) : Ovidius

Sources : IMDB, RS Doublage. et DSD Doublage.
Seuls les personnages de Batiatus, Crixus, Glaber, Licinia, Œnomaüs et Spartacus ont réellement existé. Spartacus a bien été marié, mais on ignore le nom véritable de son épouse. L'historien Plutarque, indique que sa femme est « originaire de la même tribu que lui » et qu'elle est une « prêtresse de Dionysos ».

Photos des acteurs principaux
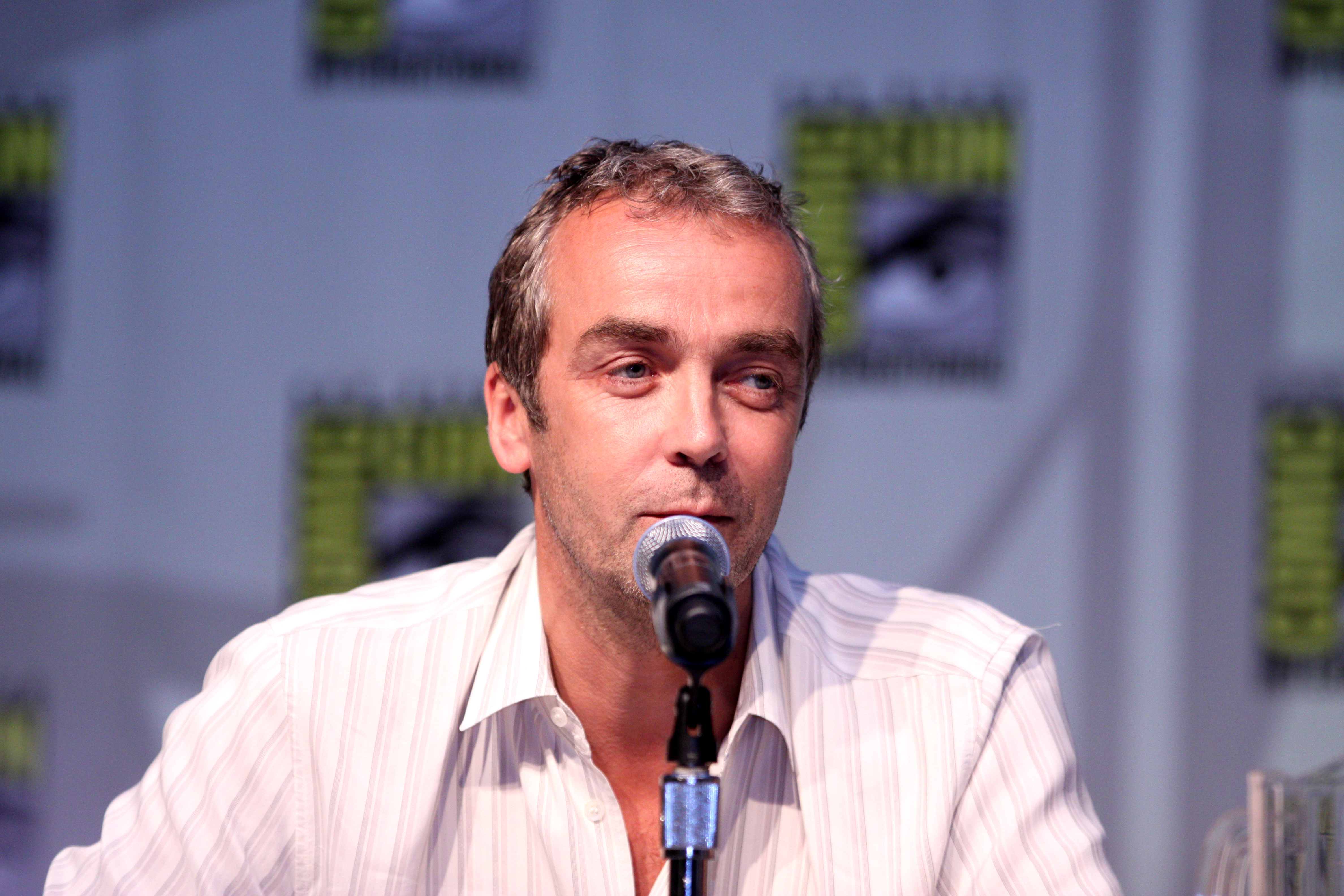
John Hannah interprète Quintus Lentulus Batiatus
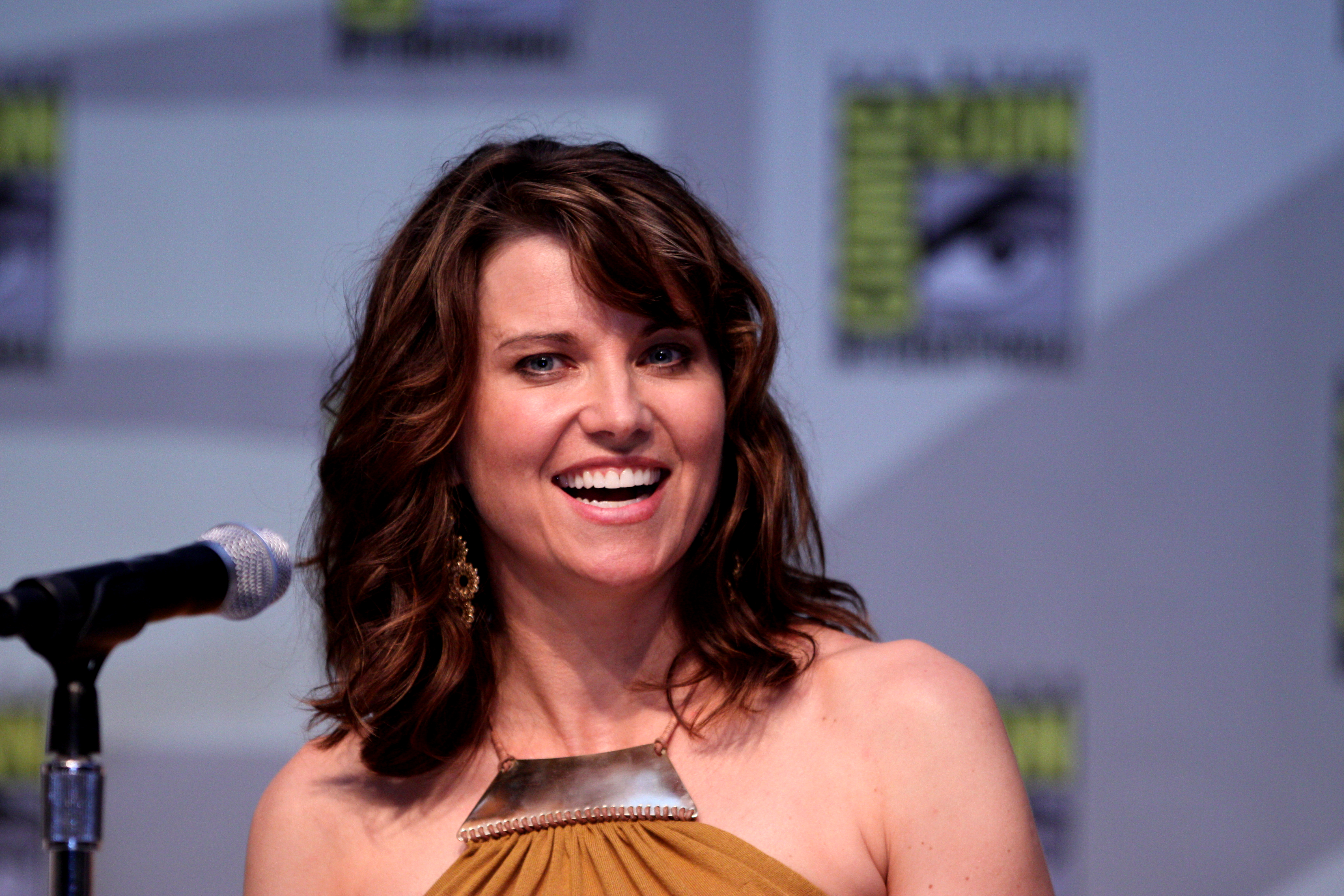
Lucy Lawless interprète Lucretia
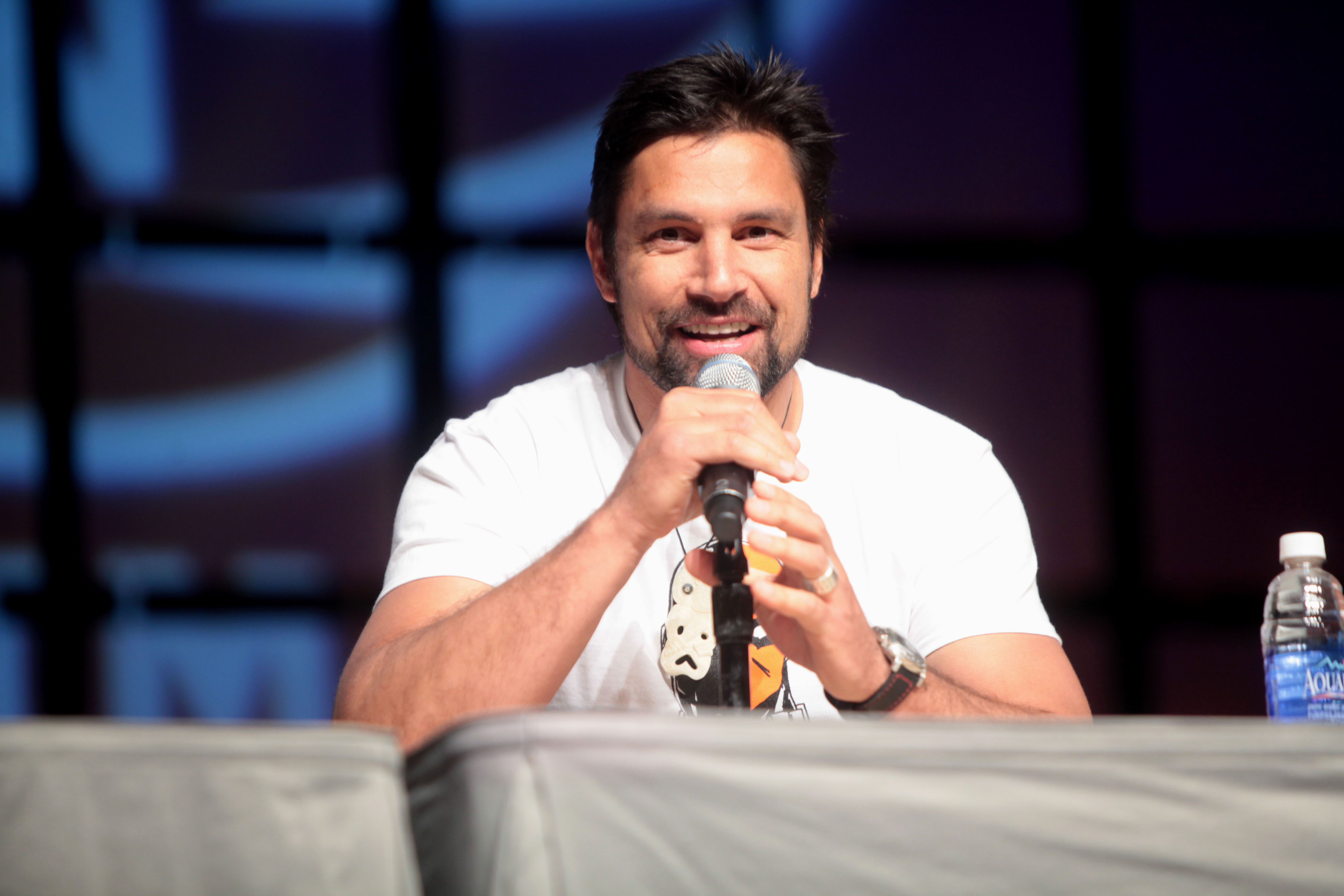
Manu Bennett interprète Crixus
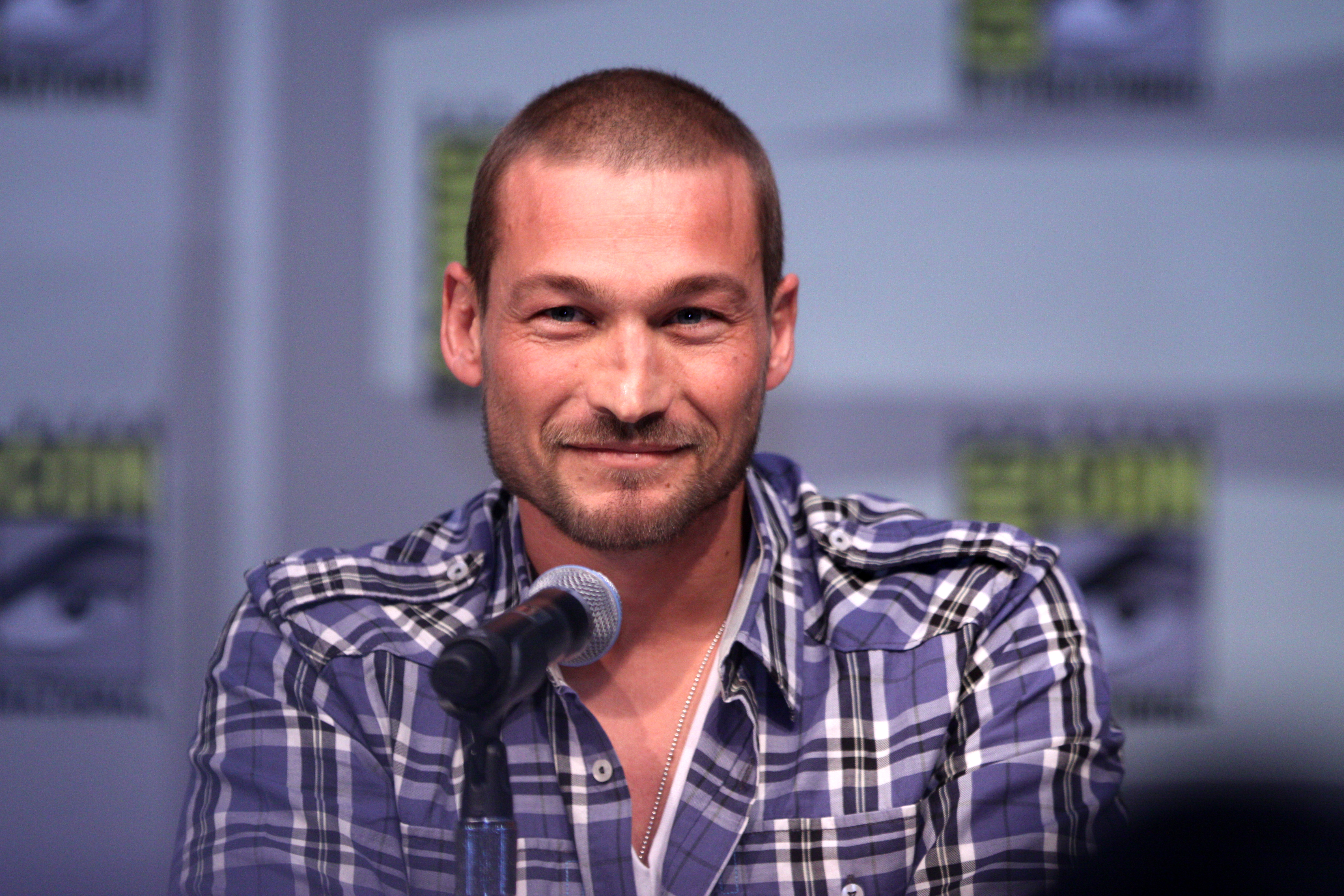
Andy Whitfield interprète Spartacus
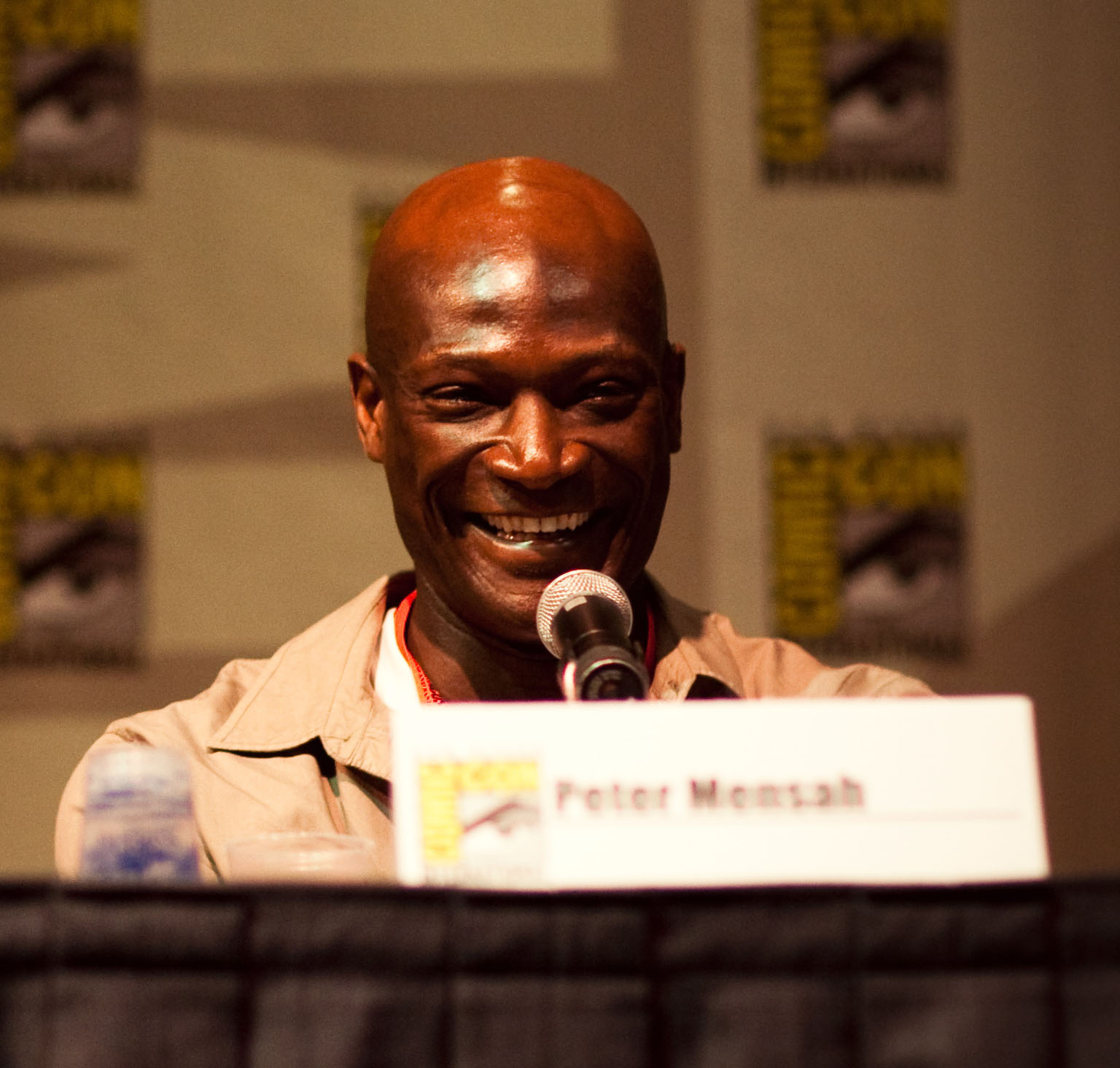
Peter Mensah interprète Doctore Œnomaüs
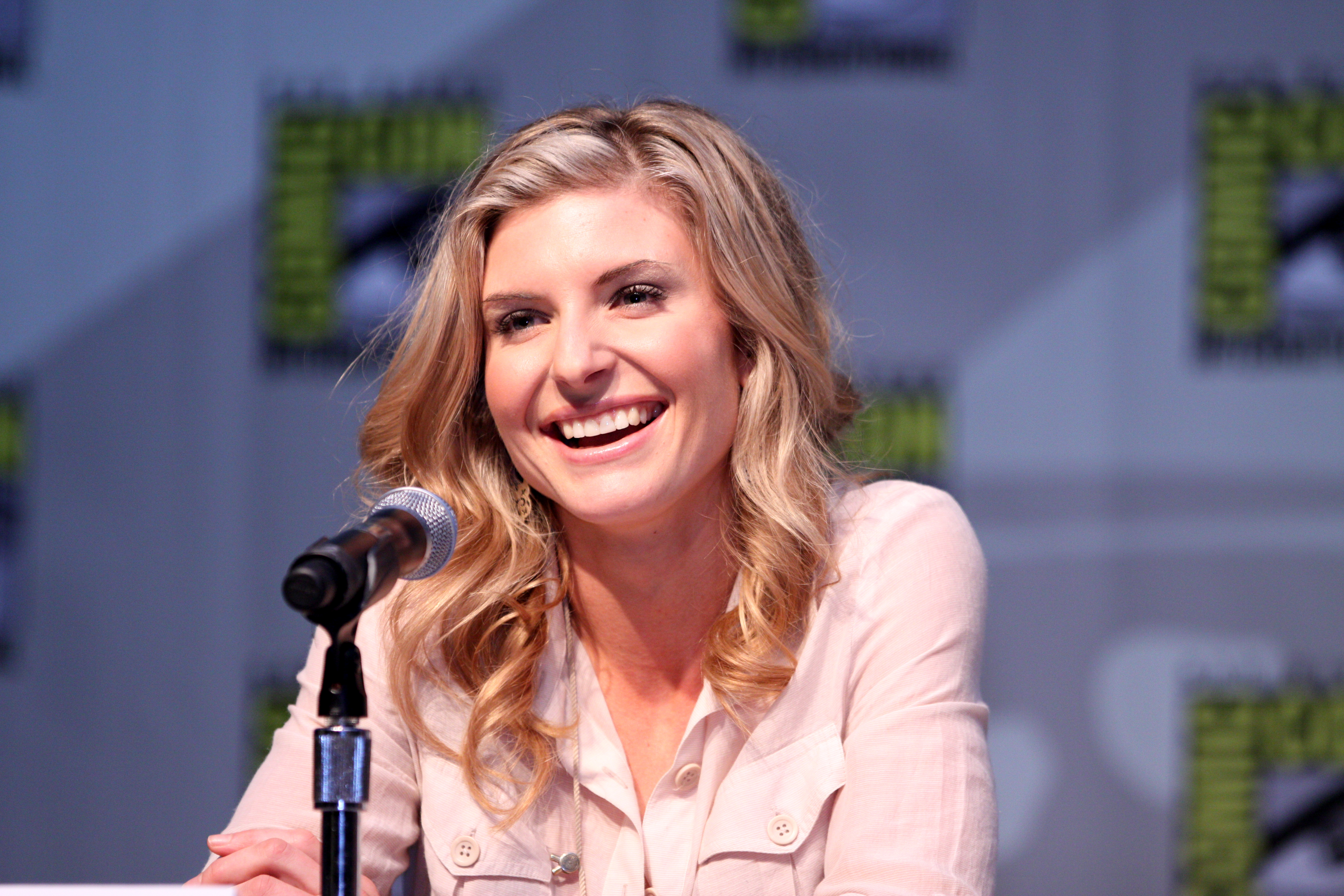
Viva Bianca interprète Ilithyia

## Production

### Tournage
La première saison a été tournée au studio Mount Wellington à Auckland en Nouvelle-Zélande.

### Casting
En septembre 2010, l'état de santé d'Andy Whitfield se dégrade à nouveau. Il est contraint de quitter la série. Les dirigeants de la chaîne Starz décident de lui chercher un remplaçant. Wentworth Miller, qui a exprimé son intérêt pour le rôle, fut brièvement pressenti comme le nouveau Spartacus, mais cette candidature ne sembla pas convaincre les dirigeants de la chaîne, qui auraient de leur côté approché les acteurs Stephen Amell, Aiden Turner et Liam McIntyre, pour finalement retenir le dernier.

### Fiche technique
Sauf mention contraire, cette fiche technique est établie à partir d'IMDb.
- Titre français : Spartacus : Le Sang des gladiateurs
- Titre original : Spartacus: Blood and Sand
- Créateur : Steven S. DeKnight
- Réalisation : Grady Hall, Michael Hurst, Rick Jacobson, Chris Martin-Jones, Glenn Standring, Jesse Warn, Rowan Woods
- Scénario : Tracy Bellomo, Andrew Chambliss, Steven S. DeKnight, Dan Filie, Brent Fletcher, Aaron Helbing, Todd Helbing, Daniel Knauf, Miranda Kwok, Patricia Wells
- Musique : Joseph LoDuca.
- Production[24] : Steven S. DeKnight, Joshua Donen, Paul Grinder, Grady Hall, Daniel Knauf, Charles Knight, Aaron Lam, Keith MacKenzie, Sam Raimi, Chloe Smith et Robert Tapert
- Sociétés de production : Starz Media, Starz Production
- Sociétés de distribution : Starz!, Anchor Bay Entertainment
- Pays d'origine :  États-Unis
- Langue : Anglais
- Format[25] : Couleur - 16,9 : HD Son Dolby Digital
- Genre : Drame, historique, péplum
- Durée : 60 minutes
- Classification :
  - France : interdit aux moins de 16 ans

## Liste des épisodes
1. Le Serpent rouge (The Red Serpent) ;
2. Sacramentum Gladiatorum ;
3. Légendes (Legends) ;
4. L'Enfer des fosses (The Thing In The Pit) ;
5. Jeux d'ombres (Shadow Games) ;
6. Les Choses délicates (Delicate Things) ;
7. Tragique destin (Great And Unfortunate Things) ;
8. La Marque de la fraternité (Mark Of The Brotherhood) ;
9. Catin (Whore) ;
10. Faveurs (Party Favors) ;
11. Vieilles blessures (Old Wounds) ;
12. Révélations (Revelations) ;
13. Tuez-les tous (Kill Them All)[26],[27].

## Audiences
À la télévision française, Spartacus : Le Sang des gladiateurs réunit en moyenne 922 000 téléspectateurs sur la chaine W9 le jeudi 17 novembre 2011 pour les trois premiers épisodes remaniés et 500 000 pour les épisodes dans leur version intégrale.  La semaine suivante, le jeudi 24 novembre 2011, Spartacus est suivi par 820 000 téléspectateurs pour le premier épisode, 760 000 pour le second et  700 000 pour le troisième. Le jeudi 8 décembre 2011, la série  attire en moyenne 527 000 téléspectateurs. La dernière semaine, le jeudi 15 décembre 2011, la série  rassemble un million de personnes pour le premier épisode et une moyenne de 910 000 téléspectateurs pour les deux épisodes.

## DVD/Blu-Ray en France
- Spartacus : Le sang des gladiateurs - Coffret intégral de la Saison 1 sortie le 1er février 2012 en DVD[3] et Blu-Ray[32].
- Spartacus : Le sang des gladiateurs - Coffret intégral de la Saison 1 sortie le 1er septembre 2012 en DVD[33].
- Spartacus : Le sang des gladiateurs - Les Dieux de l'arène - Coffret sortie le 7 novembre 2012 en DVD[34] et Blu-Ray[35].
- Spartacus - Coffret intégral des séries sortie le 21 décembre 2013 en DVD[36] et Blu-Ray[37].